# Frédéric Boissière
Pour les articles homonymes, voir Boissière.

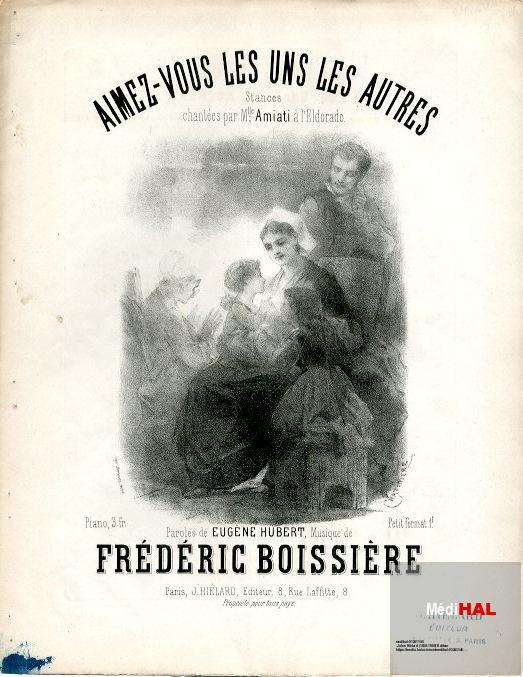
Aimez-vous les uns les autres, stances chantées par Amiati, musique de Frédéric Boissière.

Martial Hyppolite Joachim Boissière connu sous le nom de Frédéric Boissière, né le 29 mars 1841 à Aixe-sur-Vienne en Haute-Vienne et mort le 18 décembre 1889 dans le 11e arrondissement de Paris, est un compositeur français.

## Biographie
Maître de chapelle et organiste à l'église Notre-Dame de Tourcoing, il devient en 1865 organiste de l'église Saint Gervais à Paris. Directeur de chant à l'école commerciale Saint-Paul et au cercle de la jeunesse de Paris, il enseigne aussi la musique au lycée Louis-le-Grand (1876). 
On lui doit les musiques de nombreuses chansons de la fin du XIXe siècle dont de nombreuses romances mais aussi des compositions classiques. 
Il meurt le 18 décembre 1889.

## Publications
- 1876 : Solfège élémentaire à l'usage des pensionnats et écoles primaires, J. Hiélard, Paris

### Compositions
- 1874 : Le Contrebandier, chanson, paroles de Théodore Massiac
- 1876 : As-tu déjeuné Jacquot ?, chansonnette, paroles de Christian de Trogoff
- 1884 : Prix de santé, historiette, paroles de Christian de Trogoff
- 1885 : C'est un oiseau qui vient de France, chanson, paroles de Camille Soubise
- 1886 : Les regrets de Mignon, Melodie, Paroles de Gaston Villemer et Lucien Delorme
- 1888 : L'Alouette va chanter, romance, paroles d'Émile Baneux
- 1889 : Mademoiselle !, chanson, paroles d'Alphonse Salin (posthume)
- 1901 : Colombe et Tourterelle !, duettino, paroles de Christian de Trogoff (posthume)